# René Théophile Hyacinthe Laennec

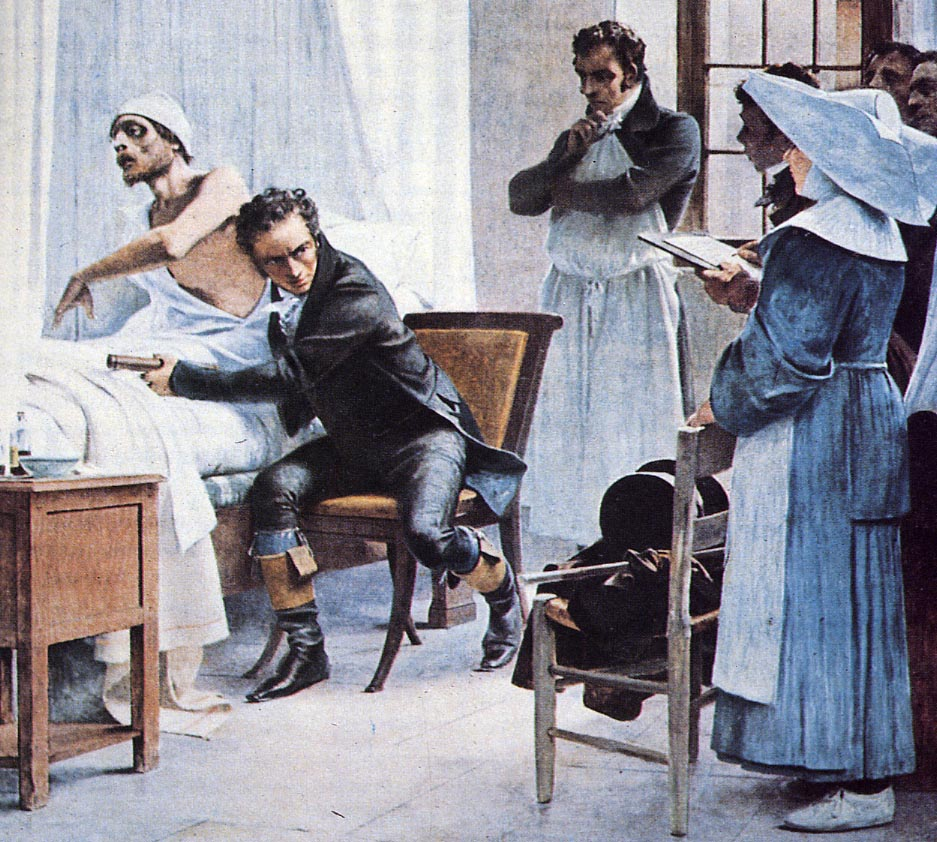
Laennec osłuchuje pacjenta – obraz pędzla Théobalda Chartrana

René Théophile Hyacinthe Laennec (ur. 17 lutego 1781 w Quimper, zm. 13 sierpnia 1826 w Ploaré, obecnie dzielnica Douarnenez) – francuski lekarz, wynalazca stetoskopu.
W 1823 został profesorem interny na Sorbonie. Zajmował się również patomorfologią. W 1819 opublikował dzieło O osłuchiwaniu, poświęcone nowemu wówczas rodzajowi diagnostyki medycznej (wprowadził drewnianą słuchawkę służącą do osłuchiwania płuc i serca). Wprowadzone przez Laennec'a metody dotrwały, w niemal niezmienionej postaci, do dzisiaj. Bazując na osłuchiwaniu, Laennec opisał wiele swoistych objawów, zwłaszcza w gruźlicy płuc, wiążąc je następnie z odpowiednimi badaniami patomorfologicznymi.